# Nero per gli occhi

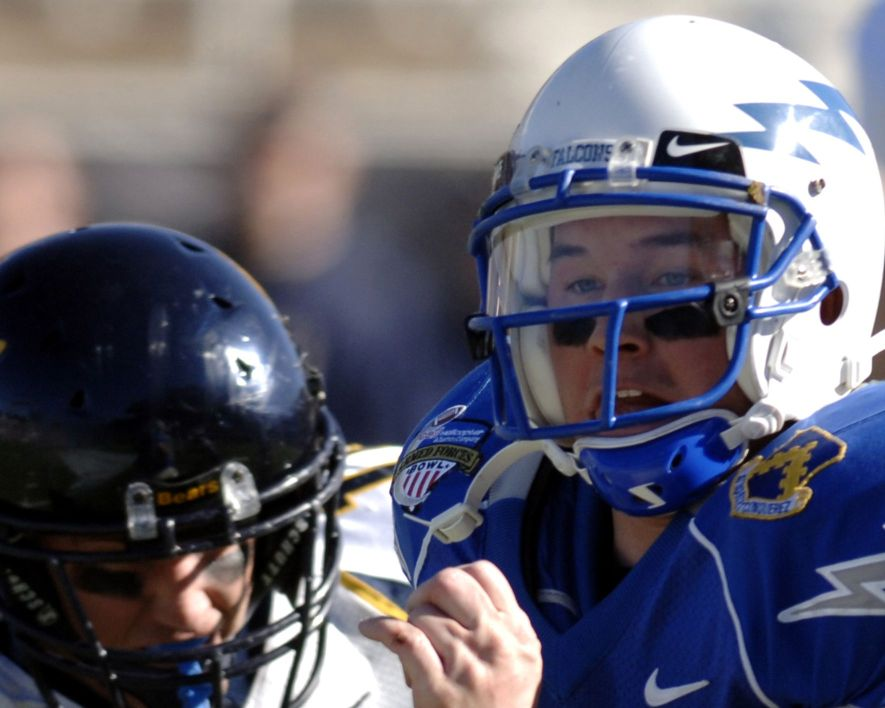
Giocatore che indossa il nero per gli occhi

Il nero per gli occhi è un prodotto, comunemente una sostanza grassa, applicato sotto gli occhi per ridurre i riflessi; viene spesso usato dai giocatori di football americano e baseball, dove la luce del sole o le luci dello stadio possono impedire la corretta visione di una palla lanciata in aria. Il "nero per gli occhi" è usato da secoli per ridurre il riverbero del sole.
Il grasso tradizionale è considerato quello fatto di cera d'api, paraffina, e carbone. Le strisce sul viso antiriflesso (cerotti) che emulano il grasso vengono usate comunemente. Uno dei primi giocatori ad utilizzare il "nero per gli occhi" è stato la leggenda del baseball Babe Ruth, che intorno al 1930, ha usato del grasso nel tentativo di ridurre i riflessi del sole. Secondo Paul Lukas di ESPN il primo giocatore di football americano ad utilizzare il "nero per gli occhi" è stato Andy Farkas che avrebbe utilizzato cenere di sughero bruciato.
Uno studio effettuato nel 2003 da Brian DeBroff e Patricia Pahk ha condotto alla conclusione che realmente il grasso sotto gli occhi aveva proprietà antiriflesso. I soggetti dello studio sono stati divisi in tre gruppi: coloro che avevano applicato "nero per gli occhi" di grasso, coloro che indossavano adesivi antiriflesso e quelli che avevano applicato della vaselina. Gli esperimenti condotti con la luce solare hanno appurato che il "nero per gli occhi" di grasso ha ridotto sensibilmente l'abbaglio causato dalla luce solare mentre gli adesivi antiriflesso e la vaselina sono risultati inefficaci.